# Diletta Carli
Diletta Carli (Pietrasanta, 7 maggio 1996) è una nuotatrice italiana.

## Carriera
Diletta Carli si è messa ben presto in mostra stabilendo nel 2010 il record italiano giovanile di categoria nei 200m stile libero e nei 400m stile libero. L'anno seguente ha collezionato la sua prima presenza agli europei giovanili ospitati a Belgrado, ma la sua prima medaglia importante è arrivata con la partecipazione agli europei di Debrecen 2012 dove ha conquistato l'oro nella staffetta 4x200m stile libero. I campionati europei giovanili svolti ad Anversa due mesi più tardi l'hanno invece vista vincere l'oro nei 400m stile libero, stabilendo tra l'altro il record del campionato con il tempo di 4'09"36,  oltre ai due argenti conquistati nei 200m stile libero e nella staffetta 4x200m stile libero.
Diletta Carli ha fatto parte della nazionale italiana impegnata ai Giochi olimpici di Londra 2012 gareggiando nella staffetta 4x200m stile libero, dove le Azzurre si sono piazzate al 7º posto con un tempo complessivo di 7'56"30. Con le vittorie ai Giochi del Mediterraneo di Mersin 2013 si è guadagnata altre due medaglie, l'oro nella staffetta 4x200m stile libero e il bronzo nel 200m stile libero. Lo stesso anno è salita nuovamente sul gradino più alto del podio laureandosi campionessa mondiale giovanile vincendo i 200m sl ai mondiali di Dubai 2013.
Nel 2015 ha partecipato agli europei in vasca corta di Netanya, mancando il podio negli 800m sl piazzandosi al 4º posto dietro Sharon van Rouwendaal. L'anno successivo ha disputato la gara dei 400m stile libero alle Olimpiadi di Rio de Janeiro 2016 non riuscendo a superare la fase eliminatoria.

## Palmarès
| Giochi olimpici                | ---                | ---                  | 400 m stile libero   | ---                  | ---                          | 4x200 m stile libero                    |
| 2012 Londra Regno Unito        | ---                | ---                  | ---                  | ---                  | ---                          | 7ª - 7'56"30 Frazione: 1'59"73          |
| 2016 Rio de Janeiro Brasile    | ---                | ---                  | 27ª 4'17"15 Batterie | ---                  | ---                          | ---                                     |
| Mondiali di nuoto              | ---                | ---                  | 400 m stile libero   | ---                  | ---                          | 4x200 m stile libero                    |
| 2013 Barcellona Spagna         | ---                | ---                  | 19ª 4'13"89 Batterie | ---                  | ---                          | 7ª - 7'57"91 Frazione: 2'00"74          |
| 2015 Kazan' Russia             | ---                | ---                  | 7ª 4'07"30           | ---                  | ---                          | ---                                     |
| Mondiali in vasca corta        | ---                | 200 m stile libero   | 400 m stile libero   | ---                  | ---                          | 4x200 m stile libero                    |
| 2012 Istanbul Turchia          | ---                | 24ª 1'58"81 Batterie | 13ª 4'06"38 Batterie | ---                  | ---                          | 6ª - 7'46"01 Frazione: 1'57"71          |
| 2014 Doha Qatar                | ---                | ---                  | ---                  | ---                  | ---                          | 9ª - 7'47"61 Batterie Frazione: 1'59"21 |
| Europei di nuoto               | ---                | 200 m stile libero   | 400 m stile libero   | 800 m stile libero   | ---                          | 4x200 m stile libero                    |
| 2012 Debrecen Ungheria         | ---                | 15ª 2'01"61 Batterie | 15ª 4'16"72 Batterie | ---                  | ---                          | Oro 7'52"90 Frazione: 1'59"40           |
| 2014 Berlino Germania          | ---                | 18ª 2'01"56 Batterie | 8ª 4'12"56           | 10ª 8'34"96 Batterie | ---                          | ---                                     |
| 2016 Londra Regno Unito        | ---                | ---                  | 7ª 4'09"51           | 7ª 8'31"78           | ---                          | ---                                     |
| Europei in vasca corta         | ---                | ---                  | 400 m stile libero   | 800 m stile libero   | ---                          | ---                                     |
| 2015 Netanya Israele           | ---                | ---                  | 8ª 4'03"36           | 4ª 8'17"92           | ---                          | ---                                     |
| Giochi del Mediterraneo        | ---                | 200 m stile libero   | ---                  | 800 m stile libero   | ---                          | 4x200 m stile libero                    |
| 2013 Mersin Turchia            | ---                | Bronzo 2'01"07       | ---                  | ---                  | ---                          | Oro 8'07"50 Frazione: 2'02"95           |
| 2018 Tarragona Spagna          | ---                | ---                  | ---                  | 6ª 8'38"44           | ---                          | ---                                     |
| Mondiali giovanili             | 100 m stile libero | 200 m stile libero   | 400 m stile libero   | ---                  | ---                          | ---                                     |
| 2013 Dubai Emirati Arabi Uniti | 23ª 57"76 Batterie | Oro 1'58"94          | 5ª 4'12"80           | ---                  | ---                          | ---                                     |
| Europei giovanili              | ---                | 200 m stile libero   | 400 m stile libero   | ---                  | 4x100 m stile libero         | 4x200 m stile libero                    |
| 2011 Belgrado Serbia           | ---                | ---                  | 7ª 4'16"37           | ---                  | 5ª - 3'48"78 Frazione: 58"14 | 5ª - 8'16"15 Frazione: 2'03"21          |
| 2012 Anversa Belgio            | ---                | Argento 1'59"75      | Oro 4'09"36 RC       | ---                  | 5ª - 3'47"94 Frazione: 55"95 | Argento 8'11"56 Frazione: 1'59"62       |

### Campionati italiani
1 titolo individuale, così ripartito:
- 1 negli 800 m stile libero

| Anno | Edizione    | st.libero 200 m | st.libero 400 m | st.libero 800 m | st.libero 4x200 m |
| ---- | ----------- | --------------- | --------------- | --------------- | ----------------- |
| 2012 | Primaverili | 3               | -               | -               | -                 |
| 2013 | Invernali   | 3               | 3               | -               | -                 |
| 2014 | Primaverili | -               | -               | 3               | 2                 |
| 2015 | Primaverili | -               | 2               | 1               | 2                 |
| 2016 | Primaverili | -               | 2               | 2               | 2                 |
| 2017 | Primaverili | -               | -               | -               | 2                 |
| 2017 | Invernali   | -               | -               | 3               | 2                 |
| 2018 | Primaverili | -               | -               | 2               | -                 |
| 2018 | Estivi      | -               | 2               | 2               | -                 |
| 2018 | Invernali   | -               | 3               | -               | -                 |